# Marek Kaliszek
Marek Kaliszek (ur. 19 maja 1962) – polski inżynier, przedsiębiorca i działacz sportowy.

## Życiorys
Absolwent Politechniki Łódzkiej. Ukończył też podyplomowe studia w Wyższej Szkole Zarządzania i Bankowości w Poznaniu i w Toruńskiej Szkole Zarządzania przy UMK w Toruniu. 
Od 1991 pracuje na kierowniczych stanowiskach w branży ubezpieczeniowej. W 1994 został współzałożycielem firmy brokerskiej Mentor S.A. Rok później został jej prezesem zarządu. 
Jest członkiem zarządu Stowarzyszenia Polskich Brokerów Ubezpieczeniowych Reasekuracyjnych, zarządu Izby Brokerów, zarządu Izby Przemysłowo-Handlowej w Toruniu, rady programowej Wyższej Szkoły Bankowej w Toruniu oraz prezesem Międzyszkolnego Klubu Sportowego Axel. Marek Kaliszek pełni też funkcję wiceprezesa zarządu Business Centre Club i jest kanclerzem Loży Toruńskiej BCC. Od czerwca 2017 Marek Kaliszek jest prezesem Polskiego Związku Łyżwiarstwa Figurowego na kadencję 2017 – 2021.
Z żoną Beatą mają czworo dzieci, z których troje wyczynowo uprawia łyżwiarstwo.

## Nagrody i wyróżnienia
- 2013 - Diament do Złotych Statuetek Lidera Polskiego Biznesu w XXII edycji konkursu Lider Polskiego Biznesu organizowanego przez BCC[5],
- 2014 - Brązowy Medal „Za zasługi dla obronności kraju”.